# Catasigerpes jeanneli
Catasigerpes jeanneli är en bönsyrseart som beskrevs av Lucien Chopard 1938. Catasigerpes jeanneli ingår i släktet Catasigerpes och familjen Hymenopodidae. Inga underarter finns listade i Catalogue of Life.